# Luciano da Rocha Neves
Luciano da Rocha Neves, genannt Luciano, (* 18. Mai 1993 in Anápolis) ist ein brasilianischer Fußballspieler. Der Linksfüßer spielt auf der Position eines Stürmers.

## Karriere

### Verein
Luciano erhielt seine sportliche Ausbildung bei Atlético Goianiense. Hier schaffte er 2012 auch den Sprung in den Profikader und absolvierte fünf Spiele (ein Tor) in der Série A. Bereits Mitte 2013 wechselte der Spieler zum Zweitligisten Avaí FC nach Florianópolis. Im Februar 2014 wurde er zum SC Corinthians transferiert. Während er in seiner ersten Saison mit 33 Einsätzen (sechs Tore) noch Stammspieler war, konnte er in der Série A 2015 verletzungsbedingt in nur noch sechs Spielen fünf Tore zum sechsten Titel des Klubs beisteuern.
Im August 2016 wechselte Luciano auf Leihbasis nach Spanien zum CD Leganés in die Primera División. Die Leihe war auf ein Jahr befristet. Sein erstes Spiel in der obersten spanischen Liga bestritt er am 22. September 2016 gegen Deportivo La Coruña. Beim Auswärtsspiel lief er von Beginn an auf. In der 55. Minute erzielte er per Kopfball, nach Vorlage von Gabriel Appelt, das Tor zum zwischenzeitlichen 1:1 (Entstand 2:1 für Leganés).
Im Juli 2017 wechselte Neves zu Panathinaikos Athen (Fußball). Der Kontrakt erhielt eine Laufzeit über drei Jahre und Corinthians behielt 25 % der Transferrechte. Sein erstes offizielles Spiel für Panathinaikos war zugleich sein erster Auftritt in einem internationalen europäischen Wettbewerb. In der UEFA Europa League 2017/18 wurde Neves am 27. Juli 2017 im Heimspiel gegen FK Qəbələ aus Armenien in der 70. Minute für Anastasios Chatzigiovannis eingewechselt. Am ersten Spieltag der Super League (Griechenland) Saison 2017/18 stand er am 20. August 2017 gegen AO Platanias in der Startelf. Am Ende der Saison kehrte Luciano Neves nach Brasilien zurück. Er unterzeichnete einen Dreijahresvertrag beim Fluminense FC.
Bereits nach einem Jahr wechselte Luciano zum Ligakonkurrenten Grêmio FBPA. Am 29. Juli 2019 wurde es als Verstärkung des Klubs vorgestellt. Grêmio übernahm 50 % der Transferrechte. Kontrakt erhielt eine Laufzeit bis Ende 2022. Im Tausch mit Éverton kam Luciano im August 2020 zum FC São Paulo.

### Nationalmannschaft
Luciano war Teil der brasilianischen U-22-Mannschaft bei den Panamerikanischen Spielen 2015 in Toronto. In vier Spielen erzielte er fünf Treffer. Die Mannschaft errang den dritten Platz.

## Erfolge
Nationalmannschaft
- Panamerikanische Spiele: 2015 Bronzemedaille

Corinthians
- Campeonato Brasileiro: 2015

São Paulo
- Staatsmeisterschaft von São Paulo: 2021
- Copa do Brasil: 2023
- Supercopa do Brasil: 2024

## Auszeichnungen
- Torschützenkönig des Copa do Brasil 2019 mit Internacional (5 Tore)
- Torschützenkönig der Série A 2020 mit São Paulo (18 Tore)
- Bola de Prata: 2020[9]
- Prêmio Craque do Brasileirão: 2020[10]